# Лас Вегас (сериал)
„Лас Вегас“ (на английски: Las Vegas) е американски сериал за екип от хора, работещи в комплекса Монтесито в Лас Вегас, които трябва да се справят с проблеми в работната им среда, започвайки от паркинга и ресторанта, и завършвайки с охраната на казиното. Шоуто дебютира на 22 септември 2003 г. по NBC и завършва на 15 февруари 2008 г. с отворен край.

## „Лас Вегас“ в България
В България сериалът започва излъчване на 18 ноември 2004 г. по Нова телевизия, всеки делник от 21:30 с повторение от 13:30. Първи сезон завършва в края на декември. Той е повторен през лятото на 2005 г. Втори и трети сезон са пуснати съответно през 2005 и 2006 г., а след повторението на трети през 2007 г., което не е довършено, на 17 септември 2007 г. започва и четвърти сезон с разписание всеки делник от 22:30 и завършва на 9 октомври. На 23 юли 2008 г. започва втората част епизоди на трети сезон, след него повторение на четвърти, а веднага след него на 2 септември 2008 г. започва и пети сезон с разписание всеки делник от 21:00. На 22, 23, 25 и 29 септември няма излъчени епизоди. Последните епизоди са излъчени от 20:00. Предпоследният осемнайсети епизод е излъчен на 2 октомври, а последният е разделен на две части, като първата е на 18, а втората на 25 октомври. Повторенията на пети сезон започват на 9 юни 2009 г., всеки делник от 23:45. Ролите се озвучават от артистите Елена Русалиева, Таня Димитрова от първи до четвърти сезон, Силвия Русинова, Васил Бинев, Борис Чернев, Тодор Николов в първи сезон и Силви Стоицов от втори до края на сериала.
През 2007 г. започва повторно излъчване от първи сезон по Fox Crime в понеделник от 22:00, в сряда от 17:00 и в неделя от 11:00. По-късно започват да се излъчват по две серии едновременно. Трети сезон завършва на 23 септември 2008 г., а веднага след него започна и четвърти сезон. Дублажите на втори, трети и четвърти сезон са записани наново от студио Доли. Силви Стоицов е заместен от Илиян Пенев от 13 до 15 епизод на втори сезон. Силвия Русинова е заместена от Татяна Захова в четвърти сезон. Таня Димитрова се оттегля за няколко епизода от сезона и бива заместена от Захова, като към края се завръща. Пети сезон започва през март 2009 г. От 4 до 26 април е излъчен маратон от първи до четвърти сезон в събота и неделя от 11:50 до 22:00.
На 7 ноември 2013 г. започва повторно излъчване от първи до трети сезон по Fox, всеки делник от 19:10 и 23:30 по два епизода. На 18 юли 2014 г. отново започва от първи сезон от понеделник до петък от 21:55, като се излъчват и епизодите от четвърти и пети сезон до 12 декември. Последният епизод от пети сезон е преозвучен и покойният Борис Чернев е заместен от Александър Воронов.
На 8 юли 2024 г. започва по bTV с разписание всеки делник от 21:00. Дублажът е на студио VMS. Ролите се озвучават от артистите Татяна Захова, Таня Димитрова, Васил Бинев, Момчил Степанов и Станислав Димитров.